# Convoi HX 24
Le convoi HX 24 est un convoi passant dans l'Atlantique nord, pendant la Seconde Guerre mondiale. Il part de Halifax au Canada le 2 mars 1940 pour différents ports du Royaume-Uni et de la France. Il arrive à Liverpool le 17 mars 1940.

## Composition du convoi
Ce convoi est constitué de 40 cargos :
- Royaume-Uni : 23 cargos
- Grèce : 2 cargos
- Norvège : 3 cargos
- France : 2 cargos
- Panama : 2 cargos
- Estonie : 1 cargo
- Finlande : 1 cargo
- États-Unis : 6 cargos

## L'escorte
Ce convoi est escorté en début de parcours par :
- les destroyers canadiens : NCSM Saguenay, NCSM Skeena
- Un cuirassé britannique : HMS Revenge

## Le voyage
Les destroyers canadiens quittent le convoi le 3 mars. Le cuirassé continue seul l'escorte jusqu'au 11 mars. Plusieurs cargos[Lesquels ?] prennent du retard et finissent seuls le trajet. Le 13 mars, les destroyers HMS Versatile (en) et HMS Walpole (en) rejoignent le convoi suivis le lendemain par le HMS Wakeful (en) et le HMS Wolverine.
Le voyage se déroule sans problème.